# Pandarve
Pandarve is een fictieve, levende, planeet uit de sciencefictionstripreeks Storm van Don Lawrence en Martin Lodewijk.

## Planeet Pandarve
Pandarve ligt aan de rand van het heelal, miljarden lichtjaren van de Aarde verwijderd. Met de hulp van een ei van Pandarve, een afsplitsing van de godin-planeet zelf, lukt het Marduk, de Theocraat van Pandarve, om alle natuurkundige wetten te omzeilen en de twee mensen Storm en Roodhaar naar Pandarve over te brengen.
De grote moederplaneet Pandarve bevindt zich in een kosmische luchtbel, gevoed door een wit gat en omringd door kleine planeten, Pandarves kinderen genoemd. Tussen de planeten is er wel lucht maar geen zwaartekracht, waardoor men met zeilschepen in de lucht tussen de planeten kan reizen. Deze schepen voeren als ballast aarde van een wereld met hoge zwaartekracht mee, zodat de bemanning niet van het dek zweeft. In de luchtbel leven allerlei levensvormen waarvan sommigen gevaarlijk voor de mens, zoals de sheel en de M'Anganesse. Pas vlak bij de planeten wordt de zwaartekracht voelbaar, waardoor schepen niet kunnen landen zonder te pletter te slaan. Transport tussen schepen en het planeetoppervlak gebeurt met ballonnen. 
Planeten en planetoïdes in deze luchtbel:
- Danderzei - een kunstmatige ringwereld waarop de robots het voor het zeggen hebben.
- Eriban - een paradijselijke planeet waarop zich de academie voor doders bevindt.
- Kyrte - de kleine thuis-planetoïde van tariev-visser Rann.
- Marrow - een kristalvormige planeet, thuis van de Barsaman-spelen. Hoofdstad: Rommily.
- Rode Traan - een satelliet van Pandarve die zich enkele kilometers boven de oceaan bij de stad Aromater bevindt.
- Vertiga Bas - een kleine piratenplaneet die volledig bebouwd is.
- Waterplanetoïde - een visserswereld die geheel met water is bedekt.

## Godin Pandarve
Pandarve is behalve een planeet ook de godin van de in de luchtbel levende bevolking. Ze is bijna even oud als het heelal. Soms manifesteert ze zichzelf als levend wezen aan de mensen, maar rechtstreeks ingrijpen doet ze vrijwel nooit. Ze bestudeert liever ingewikkelde wiskundige problemen.
Ze verschijnt voor het eerst in levenden lijve in deel 15 (De Levende Planeet), in de gedaante van het meisje Alice uit Alice in Wonderland. Ze komt voor in de hieronder vermelde delen:
- Deel 15 - De Levende Planeet, als Alice, Marilyn Monroe, Satan en de Cyperse kater (Cheshire Cat).
- Deel 20 - De Von Neumann Machine, als Marlene Dietrich, Medusa, Alice en de Cyperse kater
- Deel 21 - De Genesis Formule, als de Cyperse kater
- Deel 22 - De Armageddon Reiziger, als Alice, de Cyperse kater en Marilyn Monroe

## De kronieken van Pandarve
(deze delen werden voorafgegaan door De kronieken van de Diepe Wereld)
- Deel 10 De piraten van Pandarve
- Deel 11 Het doolhof van de dood
- Deel 12 De Zeven van Aromater
- Deel 13 De doder van Eriban
- Deel 14 De honden van Marduk
- Deel 15 De Levende Planeet
- Deel 16 Vandaahl de Verderver
- Deel 17 De wentelwereld
- Deel 18 De robots van Danderzei
- Deel 19 De terugkeer van de Rode Prins
- Deel 20 De Von Neumann-Machine (Trilogie - 1)
- Deel 21 De Genesis Formule (Trilogie - 2)
- Deel 22 De Armageddon Reiziger (Trilogie - 3)
- Deel 23 De Navel van de Dubbele God
- Deel 24 De Bronnen van Marduk
- Deel 25 Het Rode Spoor
- Deel 26 De muiters van Anker
- Deel 27 De Wisselwachters
- Deel 28 De Race Van Opaal
- Deel 29 Het koraal van Kesmee
- Deel 30 De beul van Torkien
- Deel 31 Het gesticht van Krijs
- Deel 32 Het offer van Narvatica
- Deel 33 De Archivaris van het Licht